# إيشايا باكو
إيشايا باكو (بالإنجليزية: Ishaya Bako)‏ (من مواليد 30 ديسمبر 1986) هو مُخرج وكاتب سيناريو نيجيري.

## طفولته ومساره التعليمي
وُلد إيشايا باكو في 30 ديسمبر 1986 في كادونا، عاش بعدها هُناك لفترة قبل أن ينتقل إلى لندن، حيث درس هُناك في مدرسة لندن للسينما.

## مساره الفني
بعد تخرجه من مدرسة لندن للسينما، أخرج باكو وكتب سيناريو فيلم ضفائر على رأس أصلع (بالإنجليزية: Braids on a Bald Head)‏. وقد حصل هذا الفيلم على جائزة أفضل فيلم قصير في الدورة الثامنة من حفل توزيع جوائز الأكاديمية الأفريقية للأفلام سنة 2012.
في سنة 2012 أيضا، أخرج باكو فيلما وثائقيا تحت عُنوان تأجيج الفقر (بالإنجليزية: Fuelling Poverty)‏، يتحدث فيه عن ظاهرة الفقر ودعم الوقود في نيجيريا، وقد كان الكاتب النيجيري الحائز على جائزة نوبل وول سوينكا راوي الفيلم. في 2017 أخرج فيلما جديدا حمل عُنوان «فندق رويال هيبيسكوس» (بالإنجليزية: The Royal Hibiscus Hotel)‏، وقد عُرض هذا الأخير في دورة سنة 2017 من مهرجان تورونتو السينمائي الدولي.
شارك إيشايا باكو في كتابة سيناريو فيلم ليونهارت الذي صدر سنة 2018. يعيش إيشايا باكو في مدينة أبوجا في منطقة العاصمة الاتحادية لنيجيريا.

## روابط خارجية
إيشايا باكو على موقع IMDb (الإنجليزية)
- إيشايا باكو على موقع ألو سيني (الفرنسية)